# Injustice : Les dieux sont parmi nous (Comics)
Injustice: Les Dieux sont parmi nous est une série de comics qui sert de préquelle au jeu vidéo de combat  Injustice: Les Dieux sont parmi nous. La série prend place dans un univers parallèle, où Superman se transforme en tyran à la suite de la mort de sa famille, causée par le Joker et établit un régime totalitaire appelé le Régime Terre Unie. En réponse, Batman forme une insurrection pour lutter contre le Régime.
La série a été écrite par Tom Taylor et Brian Buccellato, et illustrée par de nombreux artistes dont Jheremy Raapack, Mike S. Miller, Bruno Redondo, Tom Derenick. Aux États-Unis, les chapitres ont d’abord été publiés au format numérique à partir de janvier 2013, puis regroupés au format physique, d’abord en albums brochés (paperback), puis en albums reliés (hardcover). En France, la série a été publiées sous forme d'albums reliés à partir de décembre 2015, puis réédité en compilations à partir de novembre 2020.
La série connait plusieurs suites : Injustice : Année Zéro, Injustice : Ground Zero, Injustice 2 et Injustice Vs Les Maîtres de l'Univers.

## Synopsis
L’histoire est découpée suivant les cinq années qui précèdent l’histoire du jeu  Injustice: Les Dieux sont parmi nous. On y suit Superman et ses alliés affronter Batman et beaucoup d'autres adversaires :
- Année Un suit la transformation de Superman en tyran et la création du Régime, ainsi que l'insurrection dirigé par Batman
- Année Deux raconte le combat de Superman contre le Corps des Green Lantern
- Année Trois introduit des utilisateurs de magie comme John Constantine, le Spectre, Deadman, Zatanna et Doctor Fate, qui viennent en aide à l'Insurrection
- Année Quatre introduits les Dieux Grec et révèle les plans d'Arès pour augmenter son pouvoir en intervenant dans le conflit entre le Régime et l'Insurrection.
- Année Cinq présente un dernier combat désespéré de Batman, accompagné de quelques insurgés restants et de Lex Luthor, pour établir un lien avec les membres de la Ligue de justice d'Amérique et les appeler à l'aide. La fin de la cinquième année est le précurseur direct du jeu vidéo.

Cette dernière série a eu pour préambule le comics Injustice : Année Zéro.
L'intrigue du jeu  Injustice: Les Dieux sont parmi nous a ensuite été racontée du point de vue de Harley Quinn dans les comics Injustice : Ground Zero.
La série de comics Injustice 2, raconte la suite de l'histoire et prend place entre les jeux Injustice : Les Dieux sont parmi nous et Injustice 2.

## Liste des volumes
L'histoire a été séparée en 3 séries et deux tomes spéciaux. 

### Injustice: Les dieux sont parmi nous
| Tome          | Titre                                                            | Chapitres                                             | Date de publication | ISBN !               |
| ------------- | ---------------------------------------------------------------- | ----------------------------------------------------- | ------------------- | -------------------- |
| 1             | Injustice : Les dieux sont parmi nous - Année 1, 1ère partie     | Injustice: Gods Among Us #1–6                         | 5 décembre 2014     | (ISBN 9782365775793) |
| 2             | Injustice : Les dieux sont parmi nous - Année 1, 2ème partie     | Injustice: Gods Among Us #7–12, Annual #1             | 23 janvier 2015     | (ISBN 9782365775861) |
| Intégrale : 1 | Injustice : Les dieux sont parmi nous – Intégrale : Année Un     | Injustice: Gods Among Us #1–12, Annual #1             | 20 novembre 2020    | (ISBN 9791026815549) |
| 3             | Injustice : Les dieux sont parmi nous - Année 2, 1ère partie     | Injustice: Gods Among Us: Year Two #1–6               | 28 août 2015        | (ISBN 9782365777865) |
| 4             | Injustice : Les dieux sont parmi nous - Année 2, 2ème partie     | Injustice: Gods Among Us: Year Two #7–12, Annual #1   | 9 octobre 2015      | (ISBN 9782365777872) |
| Intégrale : 2 | Injustice : Les dieux sont parmi nous – Intégrale : Année Deux   | Injustice: Gods Among Us: Year Two #1–12, Annual #1   | 29 janvier 2021     | (ISBN 9791026819936) |
| 5             | Injustice : Les dieux sont parmi nous - Année 3, 1ère partie     | Injustice: Gods Among Us: Year Three #1–7             | 9 janvier 2016      | (ISBN 9782365778138) |
| 6             | Injustice : Les dieux sont parmi nous - Année 3, 2ème partie     | Injustice: Gods Among Us: Year Three #8–12, Annual #1 | 8 juillet 2016      | (ISBN 9782365779067) |
| Intégrale : 3 | Injustice : Les dieux sont parmi nous – Intégrale : Année Trois  | Injustice: Gods Among Us: Year Three #1–12, Annual #1 | 5 mars 2021         | (ISBN 9791026826699) |
| 7             | Injustice : Les dieux sont parmi nous - Année 4, 1ère partie     | Injustice: Gods Among Us: Year Four #1–6              | 17 février 2017     | (ISBN 9791026810957) |
| 8             | Injustice : Les dieux sont parmi nous - Année 4, 2ème partie     | Injustice: Gods Among Us: Year Four #7–12, Annual #1  | 7 avril 2017        | (ISBN 9791026811206) |
| Intégrale : 4 | Injustice : Les dieux sont parmi nous – Intégrale : Année Quatre | Injustice: Gods Among Us: Year Four #1–12, Annual #1  | 4 juin 2021         | (ISBN 9791026821588) |
| 9             | Injustice : Les dieux sont parmi nous - Année 5, 1ère partie     | Injustice: Gods Among Us: Year Five #1–7              | 7 juillet 2017      | (ISBN 9791026811695) |
| 10            | Injustice : Les dieux sont parmi nous - Année 5, 2ème partie     | Injustice: Gods Among Us: Year Five #8–14             | 3 novembre 2017     | (ISBN 9791026813224) |
| 11            | Injustice : Les dieux sont parmi nous - Année 5, 3ème partie     | Injustice: Gods Among Us: Year Five #15–20, Annual #1 | 26 janvier 2018     | (ISBN 9791026813958) |
| Intégrale : 5 | Injustice : Les dieux sont parmi nous – Intégrale : Année Cinq   | Injustice: Gods Among Us: Year Five #1–20, Annual #1  | 12 novembre 2021    | (ISBN 9791026819790) |

### Injustice: Ground Zero
| Titre                               | Chapitres                    | Date de publication | ISBN                 |
| ----------------------------------- | ---------------------------- | ------------------- | -------------------- |
| Injustice : Ground Zero - Tome 1    | Injustice: Ground Zero #1-6  | 16 mars 2018        | (ISBN 9791026814276) |
| Injustice : Ground Zero - Tome 2    | Injustice: Ground Zero #7-12 | 13 avril 2018       | (ISBN 9791026814283) |
| Injustice : Ground Zero – Intégrale | Injustice: Ground Zero #1–12 | 16 septembre 2022   | (ISBN 9791026827580) |

### Injustice 2
| Titre                              | Chapitres                         | Date de publication | ISBN                 |
| ---------------------------------- | --------------------------------- | ------------------- | -------------------- |
| Injustice 2 - Tome 1               | Injustice 2 #1-6                  | 6 juillet 2018      | (ISBN 9791026814337) |
| Injustice 2 - Tome 2               | Injustice 2 #7-12, #14            | 2 novembre 2018     | (ISBN 9791026814344) |
| Injustice 2 – Intégrale : Volume 1 | Injustice 2 #1–12, #14            | 18 novembre 2022    | (ISBN 9791026829737) |
| Injustice 2 - Tome 3               | Injustice 2 #13, 15-17, Annual #1 | 29 mars 2019        | (ISBN 9791026815839) |
| Injustice 2 - Tome 4               | Injustice 2 #18-24                | 5 juillet 2019      | (ISBN 9791026817208) |
| Injustice 2 – Intégrale : Volume 2 | Injustice 2 #13, 15-24, Annual #1 | 10 février 2023     | (ISBN 9791026815662) |
| Injustice 2 - Tome 5               | Injustice 2 #25-30                | 8 novembre 2019     | (ISBN 9791026817536) |
| Injustice 2 - Tome 6               | Injustice 2 #31-36, Annual #2     | 6 mars 2020         | (ISBN 9791026818823) |
| Injustice 2 – Intégrale : Volume 3 | Injustice 2 #25-36, Annual #2     | 27 octobre 2023     | (ISBN 9791026819363) |

### Tomes spéciaux
| Titre                                 | Chapitres                                  | Date de publication | ISBN                 |
| ------------------------------------- | ------------------------------------------ | ------------------- | -------------------- |
| Injustice - Année Zéro                | Injustice Year Zero #1–14                  | 4 juin 2021         | (ISBN 9791026820956) |
| Injustice Vs Les Maîtres de l'Univers | Injustice vs. Masters of the Universe #1-6 | 8 novembre 2019     | (ISBN 9791026816911) |